# Suameer
Suameer (officieel, Fries: Sumar, [sö’mar]) is een dorp in de gemeente Tietjerksteradeel, in de Nederlandse provincie Friesland. Het ligt ten zuidoosten van Leeuwarden, tegen de zuidkant van Bergum aan de N356.
In 2023 telde het dorp 1.385 inwoners. De nabijgelegen buurtschap Sumarreheide valt onder het dorpsgebied van Suameer. De noordelijke bebouwing aan de Susterwei van De Tike ligt feitelijk in het dorpsgebied van Suameer maar de bewoners voelen zich meer betrokken bij het dichterbij gelegen dorp de Tike. Dit deel wordt ook wel Sumarder Tike genoemd.

## Geschiedenis

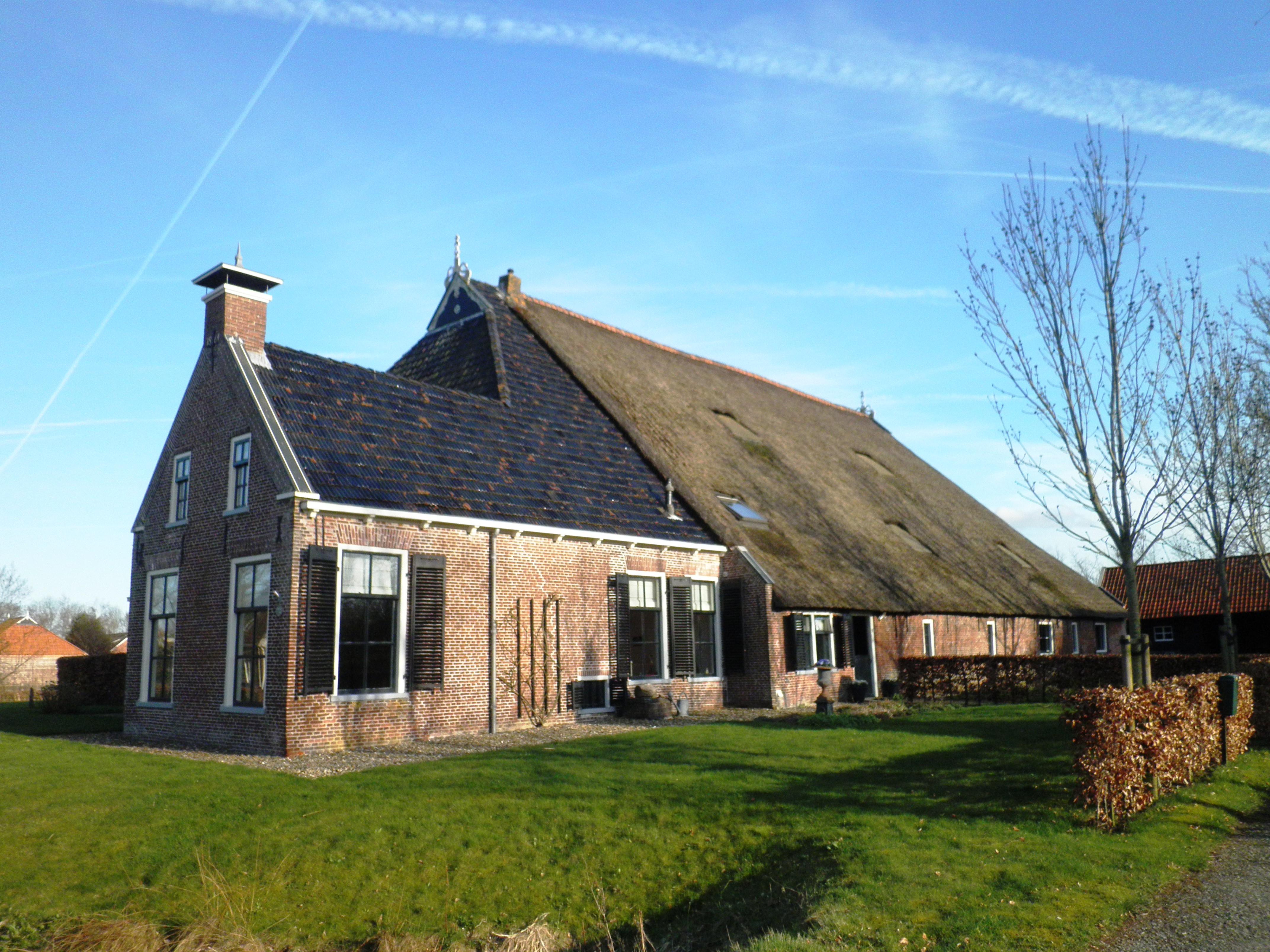
Boerderij in Suameer

In 1453 werd de plaats vermeld als suwamer In als 1453 zowel van suudmerra als Suwameer, in 1477 als Sudermeer, in 1579 als Sinner in 1664 als Sumeer en Suydmeer en in 1786 als Zumeer. De plaatsnaam zou verwijzen naar het zuidelijk gelegen moerasgebied langs de Kromme Ee. Het Bergumermeer is een overblijfsel van het gebied.
Van 1886 tot 1947 had Suameer een halte aan de tramlijn Veenwouden-Drachten.

## Bouwwerken

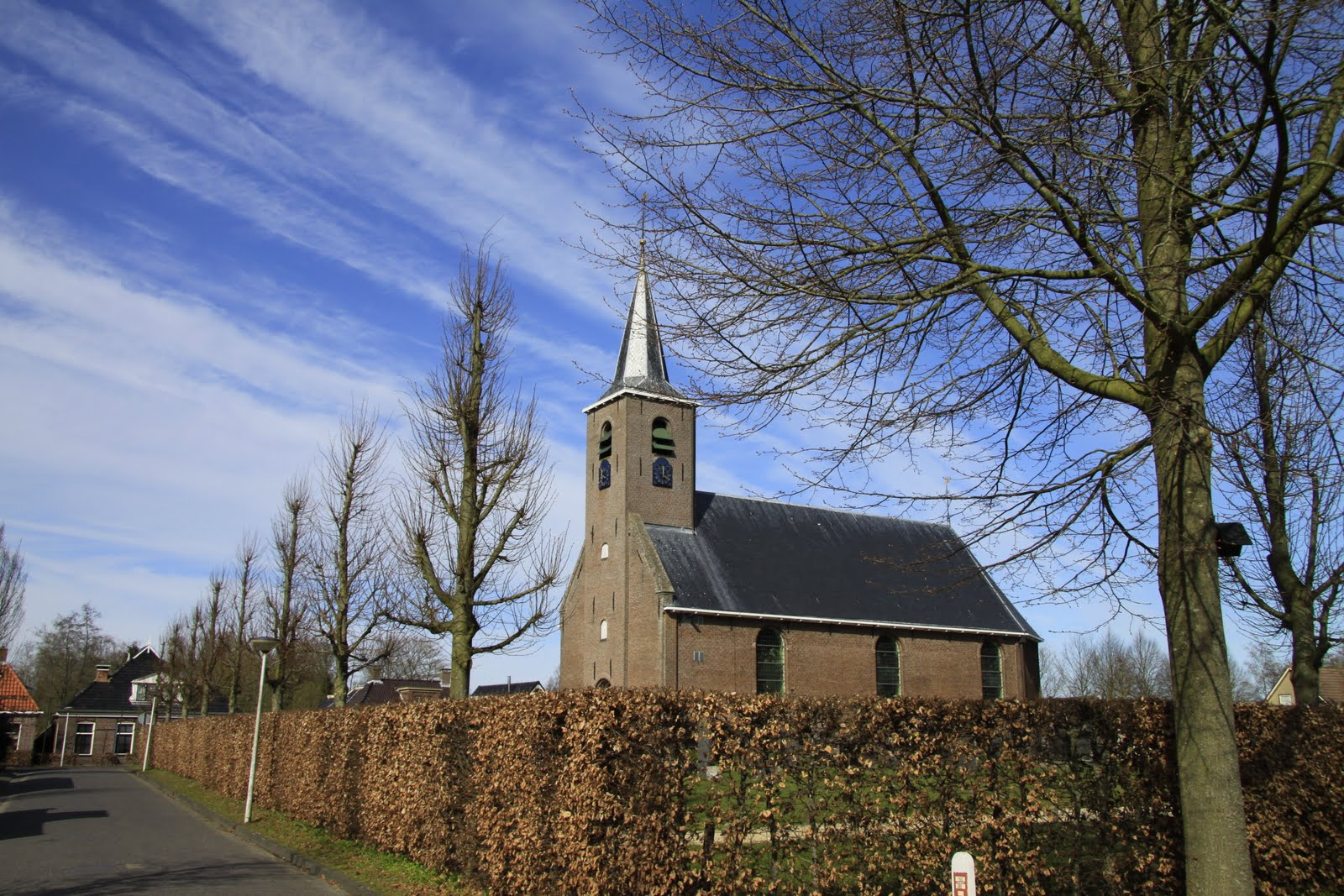
Dorpskerk
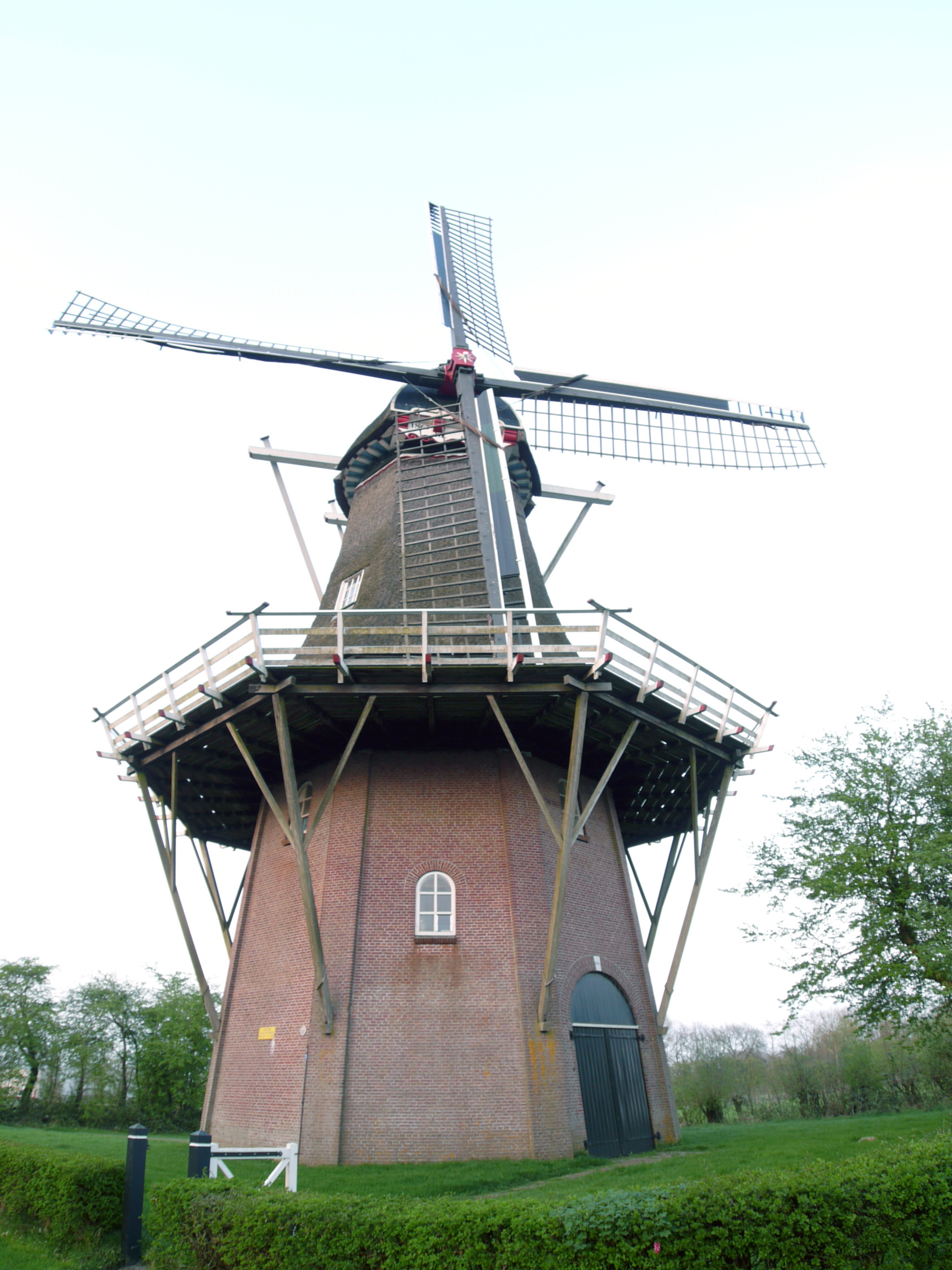
Molen De Hoop
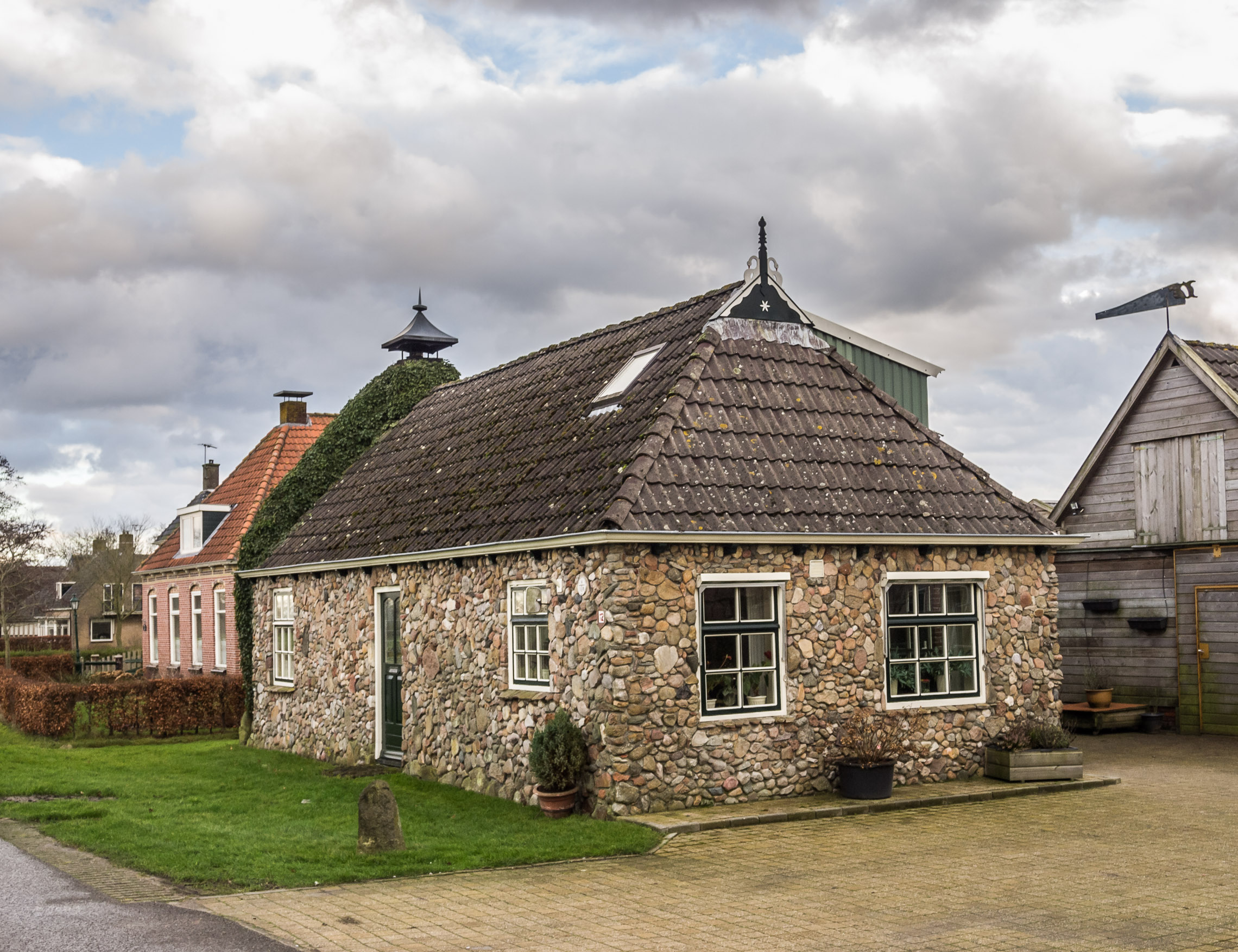
Balstienen huis

## Sport
Sinds 1948 heeft het dorp een eigen voetbalvereniging, VV Suameer. Sinds 1977 heeft het dorp ook een eigen sportvereniging SV Suameer.

## Toerisme
Ten oosten van het dorp ligt er aan het Bergumermeer een groot vakantiepark.

## Fabriek
De Friese vestiging van Rendac is sinds 1926 gevestigd in Suameer. De fabriek is plaatselijk bekend als it stjonkfabryk (stinkfabriek).

## Bekende inwoners
- Bintje Jansma, naar wie het aardappelras bintje is genoemd.
- de weduwe Algra, bij wie Othello, een zwarte Friese hengst, werd gevonden. Othello werd het beroemdste paard uit de stallen van Circus Strassburger.
- Grietje Spaanderman-Wielinga, geboren op 15 april 1899 in Suameer was een Friese schrijfster. Ze schreef onder andere het boek "It Goudene ûleboerd", het verhaal speelt zich af in Suameer.
- Gerrit Hiemstra, meteoroloog bij de NOS, is opgegroeid in Suameer.
- Oele Plop, bekend van "Ik wie smoar". Dit nummer eindigde in 2018 op nummer 1 van de Friese top 100.